# 聖誕教堂

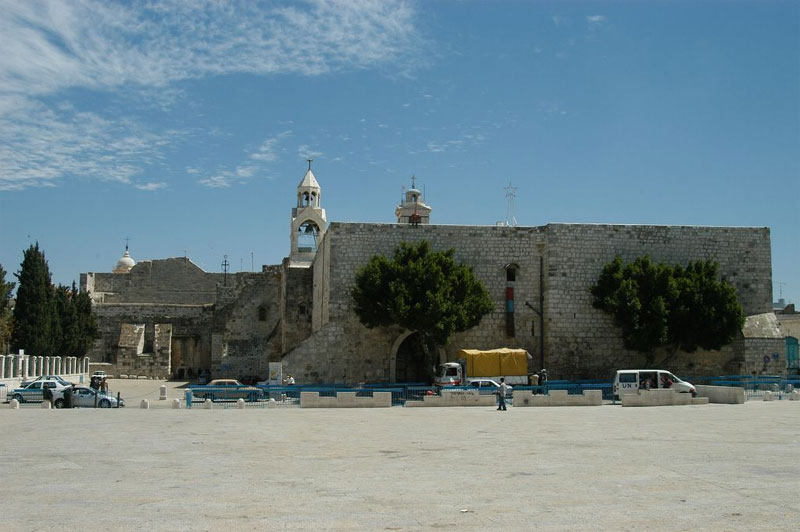
聖誕教堂

聖誕教堂（Church of the Nativity，香港慣稱主誕堂），位於巴勒斯坦伯利恆馬槽廣場，是世界上仍在使用的最古老教堂之一。教堂建於耶穌誕生之地馬槽原址之處。公元614年薩珊波斯攻佔東羅馬帝國控制的耶路撒冷，曾經破壞不少基督教聖地，但這座教堂卻未受破壞並保存至今。

## 歷史
原址的首座聖誕教堂於327年由羅馬皇帝君士坦丁一世的母親海倫娜修建，於333年完成。但於529年撒馬利亞起義中被破壞。
現存的聖誕教堂於565年由東羅馬皇帝查士丁尼一世下令修建。當薩珊波斯614年入侵東羅馬帝國控制的耶路撒冷時，教堂未受破壞，傳説是由於牆上的壁畫中，東方三博士穿著波斯人的服飾向嬰孩耶穌朝拜，當時的波斯軍隊司令沙赫尔巴拉兹看過壁畫後，下令波斯軍不破壞這座教堂。至耶路撒冷王國時代，在東羅馬皇帝協助下，十字軍對教堂進行了維修及加建。

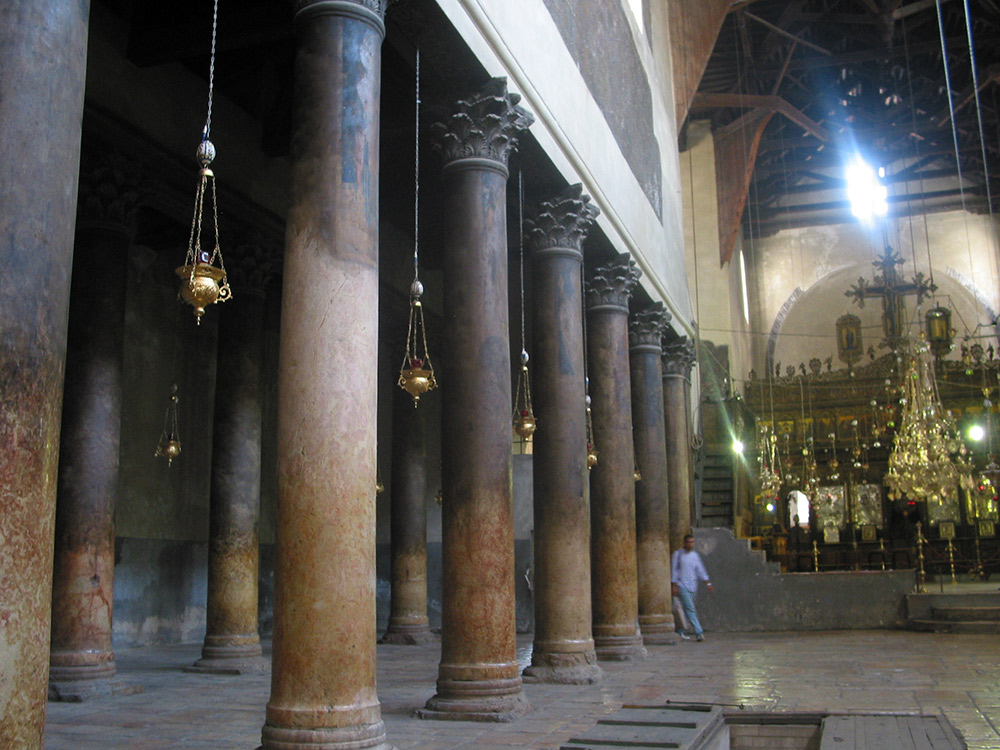
聖誕教堂内觀

## 現況
現在，聖誕教堂由天主教會、希臘正教會及亞美尼亞使徒教會共同管理。
教堂的入口於後期改建，變為十分狹窄，人要彎腰才能通過，因此有名為「謙卑之門」。傳說這是鄂圖曼土耳其時代，基督徒為阻擋穆斯林騎馬進入，因此特意將門改小，以保護教堂。
教堂地底一個地下室，名為Grotto of the Nativity，相傳為耶穌基督誕生之確實位置，該處有一祭壇，並於雲石地台上鑲有一粒14角銀星為標記。石面上有拉丁文寫著：Hic De Virgine Maria Jesus Christus Natus Est（這是聖母瑪利亞誕下耶穌基督之地）。

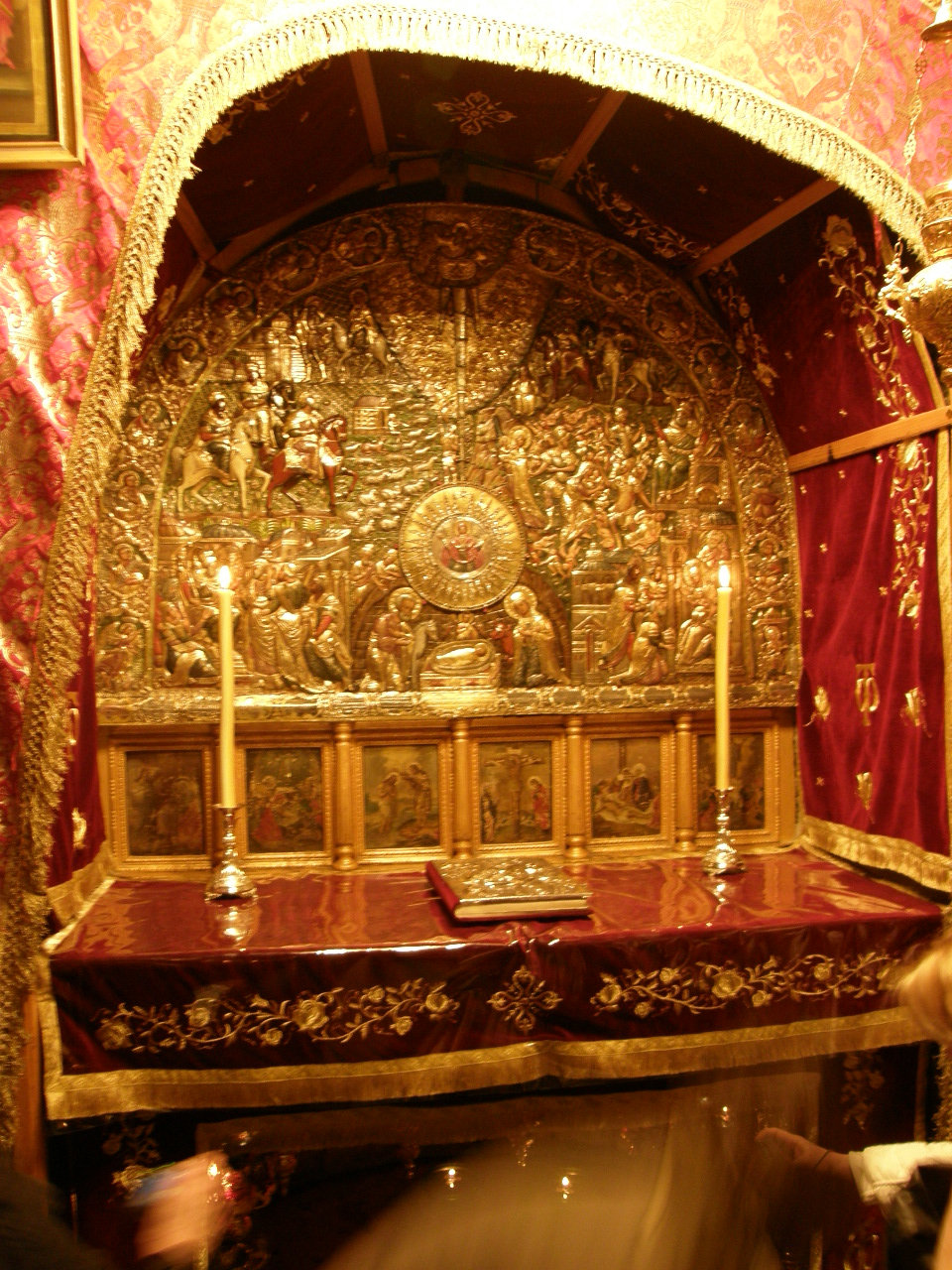
耶穌誕生祭壇上方

教堂所在的伯利恆，於1995年12月起交由巴勒斯坦管治。
2012年6月29日，圣诞教堂被列入世界文化遗产，成为巴勒斯坦的第一处世界遗产。